# Glenognatha smilodon
Glenognatha smilodon är en spindelart som beskrevs av Robert Bosmans och Jan Bosselaers 1994. Glenognatha smilodon ingår i släktet Glenognatha och familjen käkspindlar.
Artens utbredningsområde är Kamerun. Inga underarter finns listade i Catalogue of Life.